# اندی اینسکو
اندی اینسکو (انگلیسی: Andy Ainscow؛ زادهٔ ۱ اکتبر ۱۹۶۸) یک بازیکن فوتبال است.
از باشگاه‌هایی که در آن بازی کرده‌است می‌توان به باشگاه فوتبال آلترینچام و باشگاه فوتبال ویگان اتلتیک اشاره کرد.